# Manage
Manage (en wallon Manadje) est une commune francophone de Belgique située en Région wallonne dans la province de Hainaut dans l'arrondissement de Soignies et faisant partie de ladite "Région du Centre".
Manage est communément, depuis quelques années, appelée la "Cité du Verre" en référence à ses anciennes verreries (la dernière en activité à la fin du XXe siècle s'appelait Hainaut Cristal SA). Celle-ci était reconnue pour la beauté et la solidité de son verre. Aussi, elle produisait les fioles de parfum de marques françaises et italiennes connues.
La commune est également, connue pour son hôpital psychiatrique Saint-Bernard, lequel est le premier employeur de la commune.
Sur le plan architectural, Manage se distingue par la présence, sur son sol, de quelques châteaux datant de l'Ancien régime ainsi que des demeures bourgeoises, vestiges d'un glorieux passé industriel aujourd'hui révolu.

## Géographie

### Sections de commune
| # | Nom             | Superf. (km²) | Habitants (2020) | Habitants par km² | Code INS |
| - | --------------- | ------------- | ---------------- | ----------------- | -------- |
| 1 | Manage          | 8,98          | 5 682            | 633               | 55086A   |
| 2 | Bois-d'Haine    | 3,05          | 4 526            | 1 482             | 55086B   |
| 3 | Fayt-lez-Manage | 2,63          | 6 045            | 2 303             | 55086C   |
| 4 | La Hestre       | 1,57          | 4 900            | 3 123             | 55086D   |
| 5 | Bellecourt      | 2,94          | 2 274            | 773               | 55086E   |

### Communes limitrophes
Les communes limitrophes sont : Chapelle-lez-Herlaimont, La Louvière, Morlanwelz et Seneffe.
Sur le plan historique, la fusion de ces localités s'est d'abord opérée entre Bellecourt et La Hestre puis, en 1977, avec l'ensemble des quatre autres villages. En 2010, un échange de territoire a été effectué entre la commune de Manage et la commune voisine de Seneffe. Manage cède ainsi 58,33 hectares de terres agricoles à Seneffe, qui lui cède en retour 30,75 hectares de terrains industriels. La raison de cette correction est la cohérence en matière d'aménagement du territoire.
Sa superficie est de 1 969 hectares et son altitude de 120 à 174 mètres.
C'est une commune à la fois urbaine et agricole avec encore quelques points d'eau majeurs comme les étangs de l'Argilière ou les étangs Valère désormais menacés par l'extension du zoning du Scailmont qui viendra littéralement encadrer un des derniers coins sauvages de la commune.

## Démographie

### Démographie: Avant la fusion des communes
- Source: DGS recensements population

### Démographie: Commune fusionnée
En tenant compte des anciennes communes entraînées dans la fusion de communes de 1977, on peut dresser l'évolution suivante :
Les chiffres des années 1831 à 1970 tiennent compte des chiffres des anciennes communes fusionnées.
- Source: DGS , de 1831 à 1981=recensements population; à partir de 1990 = nombre d'habitants chaque 1 janvier[4]

## Histoire
À l'origine le territoire de l'entité de Manage était recouvert de forêts ce qui a donné les noms aux villages faisant partie de celui-ci comme Fayt ou La Hestre, ceux-ci faisant référence au hêtre un arbre commun de cette région.
L'organisation de cette ville prend ses sources avec l'apparition de nombreuses seigneuries de la période féodale. C'est vraisemblablement à cette époque que débute l'histoire de Manage avec la découverte de traces humaines lors de fouilles.

### Histoire contemporaine
Manage est à l'origine une section de la commune de Seneffe. Simple hameau en 1842, il connaît un important afflux de population grace au développement causé par l'arrivée du chemin de fer et l'implantation des industries. Cela motivera la séparation de Manage, qui devient une commune distincte en 1880, en dépit de réclamations de la commune de Seneffe eu égard à la perte de territoires qui en résulterait. Sa superficie est fixée à 800 hectares et sa population est alors de 2 500 habitants.
Manage connait, comme toutes les communes avoisinantes, une baisse de l'activité économique due à l'arrêt progressif des industries verrières dont certaines remontaient au milieu du XIXe siècle, de charbonnages et d'industries métallurgiques. Outre cela des industries comme la Brugeoise et Nivelles devenue par la suite Bombardier (aujourd'hui, c'est Manage Steel Center SA qui occupe ce site), ont cessé ou diminué considérablement leurs activités. Depuis une vingtaine d'années, plusieurs zonings industriels ont été créés, composés essentiellement de PME.
Aussi, un projet de restructuration de la gare était à l'étude. Cette gare était connue pour avoir été la troisième de Belgique au XIXe siècle pour son volume de marchandises (charbon, verre et autres produits et matières premières) mais malgré la baisse des activités ferroviaires, la SNCB décida de garder la gare, celle-ci continuant toujours à accueillir les trains de voyageurs et de marchandises bien que le guichet des voyageurs ait été fermé définitivement (il existait un projet qui visait à faire de la salle des pas perdus et du guichet un lieu d'hébergement pour les associations actives dans la commune mais celui-ci n'a pas abouti). Loin est l'époque où Manage se situait au centre d'un véritable nœud ferroviaire avec les lignes Manage-Braine-le-Comte, Manage-Charleroi-sud et Manage-Wavre…
De plus Manage se situe à proximité de l’autoroute de Wallonie (E19-E42), du canal du Centre et de l'aéroport de Bruxelles South-Charleroi ce qui le rend sensible au trafic routier mais lui procure la qualité de point stratégique de communication.

## Armoiries
|  | Blason de Manage. Ces armoiries sont une combinaison des armoiries des anciennes communes ayant été fusionnées avec Manage le 1er janvier 1977. Le premier quartier montre les armoiries de la Province de Hainaut qui étaient employées par l'ancienne commune de Bellecourt. Le deuxième quartier montre les armoiries de La Hestre, le troisième celles de Fayt-lez-Manage. Le quatrième montre l'aigle des armoiries de Bois-d'Haine. Blasonnement : Ecartelé : au 1, contre-écartelé : aux 1 et 4 d’or au lion de sable, armé et lampassé de gueules, aux 2 et 3 d’or au lion de gueules, armé et lampassé d’azur qui est de Hainaut, au 2 burelé d’argent et d’azur de douze pièces qui est de Montigny, au 3 d’azur à la croix ancrée d’argent qui est Goegnies, au 4 d’or à l’aigle bicéphale de sable qui est d'Empire. - Délibération communale : 30 juin 1977 - Arrêté royal : 16 novembre 1981 - Moniteur belge : 19 janvier 1982 |

## Politique et administration

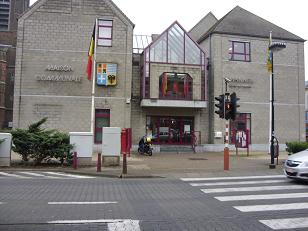
La maison communale.

La commune de Manage résulte de la fusion des communes de Fayt-lez-Manage, La Hestre, Bois d'Haine, Bellecourt et Manage. Il y eut, à cette occasion, de fortes luttes d'influences pour savoir qui serait, parmi les quatre bourgmestres précédemment en fonction, le nouveau bourgmestre de la nouvelle entité. C'est le Docteur Willy Francq qui l'emporta, l'ancienne commune de Manage devant être à cette époque la plus peuplée mais il dut rapidement composer avec l'ex-bourgmestre de La Hestre, Ivan Massart, qui devint son premier échevin et qui finit par être, dans les faits, premier échevin faisant fonction de bourgmestre (à la suite de problèmes de santé du Dr Francq) puis bourgmestre en titre.
De gros chantiers communaux ont actuellement lieu (2011-2016) portant sur l'aménagement de l'espace public, la destruction de chancres urbains et la réhabilitation du bâtiment « collège des Jésuites » ou encore « Pain de vie » en appartements de luxe, salle de conseil communal et aménagement d'un vaste parc public.

### Collège et conseil communal 2024-2030
| Collège communal  |                    |    |
| ----------------- | ------------------ | -- |
| Bourgmestre       | Bruno Pozzoni      | PS |
| 1er Échevine      | Kim D'Hauwer Pinon | PS |
| 2e Échevine       | Emérence Leheut    | PS |
| 3e Échevin        | David Gelay        | PS |
| 4e Échevine       | Cathy Minon        | PS |
| 5e Échevine       | Delphine Kondre    | PS |
| Président du CPAS | Marc Boitte        | PS |

### Liste des bourgmestres
Liste des bourgmestres:
- Félix-Paul Tiberghien (1844-1898), industriel, premier bourgmestre de Manage de 1880 à 1898, année de sa mort, bâtisseur du château de la Cour au Bois ;
- Fernand Boursier (1853-1911), rentier, de 1898 à 1911 ;
- Paul-Marie-Édouard de Prelle de la Nieppe (1876-1919) de 1912 à 1919, année de sa mort, petit-neveu par alliance de Félix Paul Tiberghien sus-mentionné ;
- Victor Lechien (1857-1935), de 1920 à 1921 ;
- Jules Pétiaux (1883-1930), tailleur sur verre (POB), de 1921 à 1926 ;
- Edgard Boursier (1885-1961), avocat (Parti catholique), de 1926 à 1938 ;
- Fidolin Bottreaux (1883-1960), contremaître (PS), de 1939 à 1958 ;
- Willy Francq (1920-1998), docteur en médecine (PS) de 1958 à 1982. (Invoquant des raisons de santé, il ne siégea plus au Conseil communal à partir de 1980);
- Ivan Massart (1939-2021[9]) (PS) de 1982 à 1988. (Bourgmestre faisant fonctions à partir de 1980) ;
- Marcel Deom (1933-1999) (PS) de 1988 à 1988 ;
- Christian Gilbeau (PS) de 1989 à 2003 ;
- Pascal Hoyaux (1962-2019) (PS) de 2003 à 2019
- Bruno Pozzoni (PS) à partir de 2019.

### Résultats des élections[10],[11]
| Parti        | %2012 | %2006   | %2000 | %1994   | Siège(s) 2012 | Siège(s) 2006 | Siège(s) 2000 | Voix 2012 | Voix 2006 | Voix 2000 |
| ------------ | ----- | ------- | ----- | ------- | ------------- | ------------- | ------------- | --------- | --------- | --------- |
| PS           | 61,77 | 58,67   | 57,19 | 49,52   | 20            | 17            | 18            | 7858      | 7704      | 7077      |
| M.R.         | 14,05 | 16,36   | 13,12 | UPM/PRL | 3             | 4             | 3             | 1787      | 2148      | 1623      |
| UPM          | 13,27 | UPM/ADC | 15,69 | UPM/PRL | 3             | 3             | 4             | 1688      | UPM/ADC   | 1941      |
| ECOLO        | 5,96  | 6,22    | -     | 6,09    | 1             | 1             | -             | 758       | 817       | -         |
| WALL.D'ABORD | 4,96  | -       | -     | -       |               | -             | -             | 631       | -         | -         |
| TOTAL        | -     | -       | -     | -       | 27            | 27            | 27            | 12722     | 13130     | 11033     |

### Anciens partis
| Parti   | %2012 | %2006 | %2000 | Siège(s) 2012 | Siège(s) 2006 | Siège(s) 2000 | Voix 2012 | Voix 2006 | Voix 2000 |
| ------- | ----- | ----- | ----- | ------------- | ------------- | ------------- | --------- | --------- | --------- |
| PRL-MCC | -     | -     | 13,12 | -             | -             | 3             | -         | -         | 1623      |
| UPM-ADC | -     | 18,74 | -     | -             | 5             | -             | -         | 2461      | -         |
| BLOC-W  | -     | -     | 1,88  | -             | -             | -             | -         | -         | 233       |
| PTB     | -     | -     | 1,28  | -             | -             | -             | -         | -         | 159       |
| ADC     | -     | -     | 10,84 | -             | -             | 2             | -         | -         | 1341      |

### Jumelages
- Landrecies (France) depuis 1962.
- Saint-Laurent-Médoc (France) depuis 1990.
- Bevagna (Italie) depuis 1999.

## Patrimoine et culture

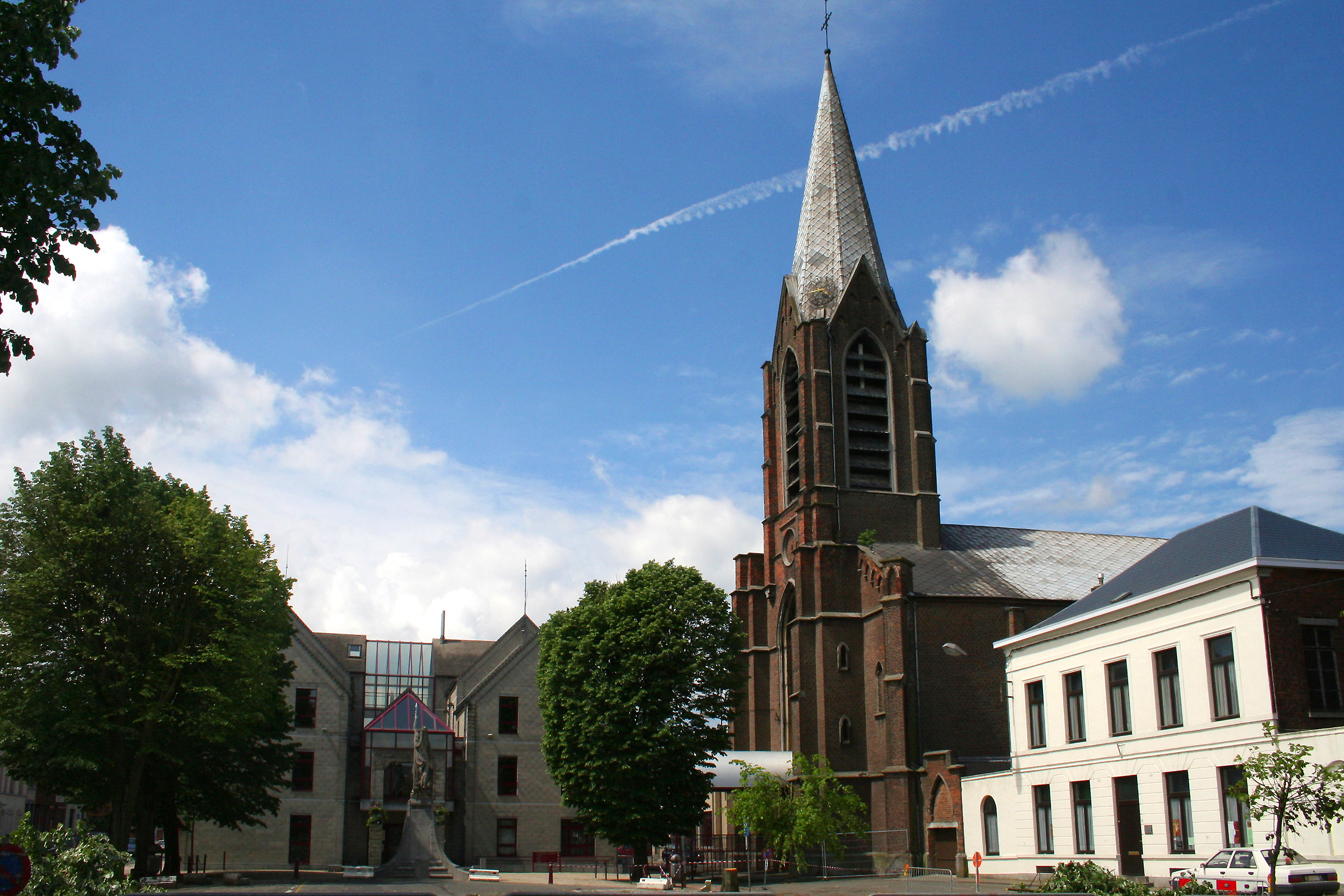
L'église Saint-Gilles, place Albert 1er à Fayt-lez-Manage.

### Patrimoine architectural
- Eglise Saintes-Catherine-et-Philomène. Construite de 1898 à 1900 par l'architecte Sonneville[14].
- L'église de Longsart a été détruite fin juillet ou début août 2014. Fermée depuis mai 2010 sur décision du conseil de la Fabrique d'Église, elle était devenue dangereuse et menaçait de s'effondrer. Elle avait été construite en 1905 sur un sol instable[15].
- Ancienne brasserie Sainte-Catherine, Grand'Rue. Ensemble en L construite à la fin du XVIIIe siècle[14].
- Château de la Courte-au-bois ou Deprelle, chaussée de Nivelles. Edifice de style néo-classique construit en 1842 par Ferdinand Tiberghien[16].
- Ferme de la Courte-au-Bois, chaussée de Nivelles. Edifiée en 1850[16].
- Château d'eau, rue du Fayt. Inspiré du courant « Art déco », ce château d'eau est construit en 1928[14].
- Chapelle Notre-Dame de Bonsecours, rue Pollet à l'angle de la rue Tagnon. Elevé en 1950, rappelant le mouvement moderniste[16].
- Château de Tyberchamps, rue de Tyberchamps. Cette seigneurie connue au Xe siècle est achetée par Ignace-François-Joseph Charlé en 1759. Il y construit en 1761, le château et des dépendances. Max Gilson acquis le château en 1923, et il le modernise et mis au goût du jour[17].

### Événements culturels
Sur le plan culturel, on peut citer les kermesses, les carnavals qui se déroulent dans les différents villages (le dimanche de Pâques à Manage proprement dit), le Chaudeau de Bois-d'Haine (dit "le Caudia"), ou bien encore le bal blanc qui a lieu à Fayt-lez-Manage où règne une ambiance particulière (il est demandé aux participants de se vêtir exclusivement de blanc).
Sur le plan sportif, on remarque la pratique d’une large diversité de sports, dont l'équitation qui se pratique sur le site des anciennes verreries du Scailmont, ainsi que de la balle pelote (les matchs se déroulaient sur la place de la gare), encore bien présente dans cette région.
Les autres activités se déroulant à Manage tout au long de l’année sont, entre autres, l’organisation de nombreuses brocantes, braderie (celle de Manage se tient au mois de septembre) ou bien encore de promenades permettant de découvrir les paysages environnants, notamment au parc et bois de Mariemont.

### Religion
Manage compte six églises catholiques, dont deux à l'ancienne commune de Manage : Saintes-Catherine-et-Philomène et Saint-Jean-Baptiste à Bellecourt.  La maison-mère des Franciscaines du Règne de Jésus-Christ se trouve dans la commune depuis 1900.
Une église protestante évangélique y est également présente à La Hestre et il y a deux mosquées, une à Manage et une à Fayt-lez-Manage.

## Personnalités liées à la commune
- François-Isidore Dupont.
- Félix Paul Tiberghien.
- Victor Harou.
- Edgar Gilmont, artiste peintre élevé et résidant à Manage[20].
- Max Buset.
- Marcel Dusaussois et Martine Doos, artistes peintres et poètes domiciliés à Manage depuis 1958, ont consacré une partie de leur œuvre à la sauvegarde du patrimoine culturel du Hainaut, en particulier de la région du Centre[21]. Pendant près de 30 ans il animèrent des ateliers de dessin et de peinture de l'Académie libre de Manage[22].

### Sources bibliographiques
- Le patrimoine monumental de la Belgique, vol. 20 : Wallonie, Hainaut, Arrondissement de Charleroi, Liège, Pierre Mardaga, éditeur, 1994, 602 p. (ISBN 2-87009-588-0, lire en ligne)
- Commission d'Histoire de l'Entité Manageoise (réunion le premier mardi du mois vers 20h à la Maison communale de Fayt-lez-Manage, Place Albert 1er 1, 7170 Manage)
- Brison (Albert), La Hestre à l’heure nazie, Imprim. Michel Busieaux, La Hestre, 1988
- Brison (Albert), Le Marais de La Hestre et son extraordinaire développement, Commission du Livre du Bicentenaire, La Hestre 1992
- Dagant (André),La ligne de Manage à Wavre, de la S.A. des chemins de fer belges de la jonction de l'est in Congrès de Nivelles (23-26 VIII 1984) : actes, XLVIIe Congrès de la Fédération des cercles d’archéologie et d’histoire de Belgique, 2e Congrès de l’Association des cercles francophones d’histoire et d’archéologie de Belgique, t. 1, Nivelles, 1984, pp. 118-119
- Duray (Lionel), Muylaert-Gobert (Michel), Ompaor-Philippron (Annie), Strale (Joseph), Le passé de l'Entité manageoise par l'image, Commission d'Histoire de l'Entité de Manage, [Manage], 1992
- Genbauffe (Odon), Manage et son Histoire, (c) Imprimerie Havaux, [Nivelles], 1985
- Manage d'hier et d'aujourd'hui, [s.n, s.l.], [1982]
- Lebrun (Abbé F.), Découverte d’une habitation gallo-romaine à Manage-Longsart : fouilles de sauvetage : 1967-1968, [s.n.], [s.l.], [s.d.]
- Strale (Joseph), Bal blanc, Commission d'histoire de l'Entité de Manage, [s.l.], 1994
- Strale (Joseph), Châteaux et grandes familles de Fayt, Commission d'histoire de Fayt-lez-Manage, [s.l.], 1988
- Strale (Joseph), Chapelles et églises Saint-Gilles à Fayt : 750 ans de présence au milieu du village, 2003 (en collab. avec les Œuvres Paroissiales Saint-Gilles [de] Fayt-lez-Manage)
- Strale (Joseph), Du charbon sous Fayt ou l’histoire d’un charbonnage oublié, 1986
- Strale (Joseph), Moulins de nos villages : Fayt, Manage, Bois-d’Haine, Commission d’histoire de Fayt-lez-Manage, [s.l.], 1989
- Strale (Joseph), Les Sociétés charbonnières de Fayt et Bois-d’Haine : 1837-1876, Ecomusée régional du Centre, La Louvière ; Commission d’Histoire de l’Entité Manageoise, [s.l.], 1992
- Strale (Joseph), VANDERSTOKEN (Christian et Colette), Une histoire de l’enseignement communal à La Hestre des origines à 1976, 2006 (en collab. avec le Foyer culturel de Manage)
- Strale (Joseph), C’était au temps où Manage brassait : l’histoire des brasseries de l’Entité de Manage, Commission d’Histoire de l’Entité Manageoise, Manage, 2001
- Van Vlasselaer (Maurice), Une communauté religieuse face au monde du travail : la Maison de retraites Notre-Dame du Travail, à Fayt-lez-Manage, Commission communale d’histoire, Fayt-lez-Manage, 1978